# South Eliot (Maine)
South Eliot é uma Região censo-designada localizada no estado americano de Maine, no Condado de York.

## Demografia
Segundo o censo americano de 2000, a sua população era de 3445 habitantes.

## Geografia
De acordo com o United States Census Bureau tem uma área de
19,7 km², dos quais 18,6 km² cobertos por terra e 1,1 km² cobertos por água.

## Localidades na vizinhança
O diagrama seguinte representa as localidades num raio de 12 km ao redor de South Eliot.